# Parafia św. Mateusza w Gniewczynie Łańcuckiej
Parafia św. Mateusza w Gniewczynie Łańcuckiej – parafia rzymskokatolicka, znajdująca się w archidiecezji przemyskiej, w dekanacie Przeworsk I.

## Historia
Pierwszy drewniany kościół w Gniewczynie został prawdopodobnie zbudowany po 1340 roku (wspominają o tym akta grodzkie i ziemskie). W 1580 roku Zofia ze Sprowy Odrowąż przekazała parafię w Gniewczynie bożogrobcom, którzy ją posiadali aż do 1716 roku. W 1624 roku kościół został zniszczony przez najazd Tatarów, a ks. Mateusz Wierzbicki zamordowany. Po 1625 roku zbudowano nowy kościół drewniany. W 1725 roku zbudowano kolejny drewniany kościół, który w 1754 roku został konsekrowany. 
W 1774 roku sprowadzono z Rakszawy drewnianą kaplicę pw. św. Antoniego i zbudowano ją przy dworku szlacheckim w Tryńczy. Kaplica ta była wzmiankowana w latach 1878–1880, w której posługiwał ks. Alojzy Sakowicz, z diec. Wileńskiej, i w latach 1885–1910.
W 1853 roku na terenie parafii było 4678 wiernych (w tym: Gniewczyna – 1513, Głogowiec – 288, Gorzyce – 430, Jagiełła – 673, Tryńcza – 680, Ubieszyn – 476, Wólka Buchowska – 318, Wólka Małkowa – 165, Wólka Ogryzkowa – 135), a także 103 Żydów. W latach 1874–1880 parafia posiadała 3 szkoły parafialne, a w latach 1881–1882 było 5 szkół parafialnych.
W latach 1882–1885 zbudowano murowany Kościół, który w 1885 roku konsekrował bp Ignacy Łobos. W 1910 roku zbudowano obecny murowany kościół, który w 1919 roku został poświęcony, a w 1931 roku konsekrowany pw. św. Mateusza.
W 1938 roku na terenie parafii było 4470 wiernych (w tym: Gniewczyna Łańcucka – 1700, Gniewczyna Tryniecka – 580, Gorzyce część dolna – 840, Jagiełła część – 980, Wólka Małkowa – 230, Zmysłówka część – 140), oraz 205 Grekokatolików i 30 Żydów.
W 1910 roku Tryńcza, Głogowiec i Ubieszyn zostały przydzielone do nowej parafii Tryńcza, później Wólka Ogryzkowa i dolna część Gorzyc również przydzielono do parafii w Tryńczy, a ok. 1926 roku Wola Buchowska i część Jagiełły (Niechciałki) przydzielono do parafii Wólka Pełkińska. 
W 1925 roku w Gorzycach, książę Andrzej Lubomirski w swojej prywatnej posiadłości utworzył kaplicę filialną. W 1945 roku Gorzyce zostały przydzielone do ekspozytury pw. Najświętszego Serca Pana Jezusa w Gorzycach. W 1983 roku w Jagiełła została przydzielona do nowej parafii Jagiełła. 
21 lipca 2001 roku w Wólce Małkowej abp Józef Michalik poświęcił kościół filialny pw. Matki Bożej Częstochowskiej.
25 września 2024 roku abp Adam Szal poświęcił ołtarz polowy, wzniesiony nieopodal kościoła z myślą o religijnych celebracjach towarzyszących organizowanym tu paradom "turków".
Na terenie parafii jest 3289 wiernych (w tym: Gniewczyna Łańcucka – 1998, Gniewczyna Tryniecka – 862, Wólka Małkowa – 326, Zmysłówka (część) – 129).
Proboszczowie parafii:
ks. Kazimierz Cielenkiewicz.
do 1810. ks. Antoni Kilian.
1811. ks. Paweł Rogultz.
1812–1838. ks. Antoni Kilian.
1838–1873. ks. Feliks Dzidowski.
1874–1876. ks. Andrzej Dzikowski.
1876–1891. ks. Jan Biega.
1891–1892. ks. Jan Niedzielski.
1892–1927. ks. Józef Ciasnocha.
1927–1936. ks. Roman Penc.
1936–1949. ks. Stanisław Kułak.
1949–1971. ks. Władysław Rękas (administrator).
1971–1973. ks. Julian Pleśniak.
1973–1996. ks. kan. Władysław Bać.
1996–2024. ks. prał. Krzysztof Filip.
2024– nadal ks. Bogusław Kamiński.